# Cristino
Con el término cristino son conocidos los partidarios de María Cristina de Borbón-Dos Sicilias, viuda del rey de España Fernando VII, frente a los carlistas en el enfrentamiento sucesorio que mantuvo la Regente en nombre de su hija y futura reina, Isabel II, con el hermano del rey, Carlos María Isidro de Borbón, y que llevó al país a la Primera Guerra Carlista.
El denominado bando cristino estaba integrado por un grupo heterogéneo de personas, desde liberales —auténtico sustento de las pretensiones sucesorias de Isabel y su madre—, hasta antiguos colaboradores de Fernando VII como Francisco Cea Bermúdez, absolutistas reformados, algunos progresistas e incluso afrancesados que habían vuelto del exilio y veían la oportunidad de un cambio en la política española.
Las profesiones de los cristinos eran diversas, pero destacaban funcionarios, profesiones liberales y militares. La posición de estos últimos sería determinante para el triunfo en la guerra y sostener el posterior reinado de Isabel II.
Por extensión, se denominó cristinos a los partidarios de la política conservadora de la regente María Cristina durante los diez años en los que ocupó el cargo frente a los seguidores de Baldomero Espartero.